# Phú Mỹ (An Giang)
Phú Mỹ is een thị trấn in het district Phú Tân in de Vietnamese provincie An Giang, een van de provincies in de Mekong-delta. Het is tevens de hoofdstad van het district.